# Малкиель-Жирмунский, Мирон Аркадьевич
Мирон Аркадьевич Малкиель-Жирмунский (фр. Myron Malkiel-Jirmounsky; первоначально — Меер Аронович (Мирон Аркадьевич) Жирмунский; 3 мая 1890, Санкт-Петербург — 1974, Лиссабон) — русский, французский и португальский искусствовед, литературовед и переводчик.

## Биография
Мать, Софья Яковлевна Малкиель — из известного двинского купеческого семейства Малкиель; отец — кандидат права Арон Шевахович Жирмунский (в быту Аркадий Савельевич; 1861—?) — был уроженцем Вильны, сыном купца первой гильдии Шеваха Менделевича Жирмунского (1820 — не позднее 1880) и его жены Рохли Ароновны (1821—1891). Племянник отоларинголога Менделя Шеваховича Жирмунского и инженера-химика Соломона (Семёна) Савельевича Жирмунского.
Окончил 10-ю Санкт-Петербургскую гимназию (1908). В 1908—1910 годах учился в Санкт-Петербургском университете. В 1913—1914 годах учился на отделении исторических и филологических наук в Практической школе высших исследований в Париже. Окончил романо-германское отделение историко-филологического факультета Петербургского университета, где был оставлен приват-доцентом на кафедре западноевропейских литератур. Участвовал в работе словесного отделения Петроградского института истории искусств.
После революции эмигрировал в Париж, с 1926 года преподавал в Сорбонне (курс испанского театра, западноевропейской литературы, в 1927—1940 годах — курс португальской литературы). В 1940 году бежал из оккупированного Парижа. Затем был профессором Лиссабонского университета, научным сотрудником Национального музея старинного искусства и Центра по изучению искусств и музыковедения в Лиссабоне (1941—1974).
Автор ряда трудов по истории португальской, французской, голландской и итальянской архитектуры, живописи и литературы, общей теории искусств. Занимался также переводами на португальский язык и художественной критикой. Ранние статьи и рецензии, связанные с постановками В. Э. Мейерхольда, — «Комедии Камоэнса», «Комедия чистой радости», «Карло Гоцци — политик или художник»? (По поводу статьи А. А. Гвоздева «Общественная сатира Карло Гоцци») — вошли в научно-исследовательский проект по творческому наследию В. Э. Мейерхольда «Любовь к трём апельсинам» (1914—1916) (Министерство культуры Российской Федерации, Российский институт истории искусств. СПб: РИИИ, 2014).
Член-корреспондент Португальской академии изящных искусств.

## Семья
- Брат — Яков Аркадьевич Жирмунский (впоследствии известен как Жак и Джакомо Жирмунский — итал. Giacomo Girmunschi, фр. Jacques Girmounsky; 1887, Санкт-Петербург — ?), итальянский художник и искусствовед, жил в Триесте. Другой брат — Константин (также итальянский художник) — был женат, с 1913 года, на сестре В. М. Жирмунского Раисе (1893—1971)[10].
- Двоюродные братья — лингвист Виктор Максимович Жирмунский, журналист Яков Ноевич Блох, музыкальный педагог и виолончелист  Константин Исаакович Шапиро, хирург Яков Иосифович Гальперн; двоюродные сёстры — поэтесса Раиса Ноевна Блох и церковный деятель Магдалина Исааковна Лосская (в девичестве Магда Исааковна Малкиель-Шапиро, 1905—1968, жена В. Н. Лосского)[11].
- Троюродные братья (по материнской линии) — писатель Юрий Николаевич Тынянов и филолог-романист Яков Львович Малкиель[12][13].
- Племянница — поэт, переводчик, литературный критик Тамара Жирмунская (1936—2023), жена режиссёра-документалиста Павла Сиркеса[14].

## Книги
- Essai d'analyse des procédés littéraires de Warr. Montpellier: Société des Langues Romanes, 1926.
- Quelques remarques sur la datation du «Tristan» de Thomas. Discussion de méthode. Paris: Éditions S.A.P.E., 1927.
- Le Rôle de l'économie spirituelle dans l'économie nationale. Paris: Impr. de Vaugirard, 1929.
- Les tendances de l'architecture contemporaine. Paris: Libraire Delagrave, 1930.
- L'art de Torquato Tasso dans la «Gerusalemme Liberata». Paris: E. Leroux, 1931.
- C. B. Lewis, Classical mythology and Arthurian romance. Paris: E. Leroux, 1932; Oxford, 1932.
- Algunas notas sôbre a arte de Camões nos «Lusíadas». Lisboa: Seara Nova, 1932.
- Le Architetture nuove in Francia. Milano, Roma, Treves, Treccani-Tumminelli, 1932.
- La Vérité historique. Paris: Éditions S.A.P.E., 1934.
- La Race et la Nation. Paris: Éditions S.A.P.E., 1935.
- La Langue et la pensée. Paris: Éditions S.A.P.E., 1935.
- L'Art populaire existe-t-il? Paris: Éditions S.A.P.E., 1936.
- Notes sur les trois rédactions du «Roland furieux» de l'Arioste. Paris: E. Droz, 1936.
- The Study of the artistic antiquities of Dutch India. Harvard-Yenching Institute: Baltimore, printed by J. H. Furst Co., 1939.
- Problèmes des primitifs portugais. Lisboa: Coimbra editora, 1941.
- L'esprit classique et l'esprit romantique dans les «primitifs» portugais. Lisbonne: Institut français au Portugal, 1941.
- Vers une méthode dans les études des «primitifs» portugais. Lisboa: Livraria Bertrand, 1942.
- L'historien d'art, le 'connaisseur' et le critique d'art. Lisboa: Instituto para a Alta Cultura, Centro de Estudos de Arte e Museologia, 1943.
- Os Painéis denominados de Mestre do Paraiśo. Lisboa: I. Bertrand Ltda, 1943.
- Duas formas de expressão opostas na história da arte. 	Lisboa: Seara nova, 1943.
- La «Vierge aux Anges» du Musée national de l'art ancien. Lisboa, 1944.
- Determinação dos valores na história da arte. Lisboa, 1945.
- La formation du style de la peinture portugaise au XVI.e siècle (Le maître de Sardoal). Lisboa, 1945.
- Preconceitos da época. Lisboa: Istituto para a Alta Cultura, 1947.
- La Langue et la Pensée. Lisboa: Jorge Fernandez, 1947.
- Problèmes de l'histoire de l'art. 	Cadernos do Centro de Estudos de Arte Museologia, 4. Lisboa, 1951.
- Le Rôle de l'atelier et des collaborateurs dans l'oeuvre de Léonard de Vinci. Lisboa: Musée national de l'art ancien, 1951.
- Les théories d'art au moyen age, a identidade da crítica de arte e da crítica literária do Renascimento. Серия 	«Cadernos do Centro de Estudos de Arte e Museologia», 6. Lisboa, 1955.
- Três roteiros desconhecidos de Aḥmad Ibn-Mādjid: segundo o único manuscrito do Instituto de Estudos Orientais da Academia de Ciências da U.S.S.R. Lisboa: Comissão executiva das comemorações do V centenário da morte do infante D. Henrique, 1957.
- Pintura à sombra dos mosteiros: a pintura religiosa portuguesa nos séculos XV e XVI. 	Lisboa: Edicoes Atica, 1957.
- L'Exposition de l'art de gandhara au musée national de l'art ancien. Lisboa: Ed. Grafica portuguesa, 1958.
- Aḥmad Šihāb ad-Dîn Ibn Maǧīd as-Saʻdī. O Piloto arabe de Vasco da Gama (Roteiro de Safala, por Ahmad Ibn-Maǧid, na versão portuguesa de Myron Malkiel-Jirmounsky, segundo a edição rusa de Teodor A. Chumovsky). Lisboa: Comissão executiva das comemorações do V Centenário da morte do infante D. Henrique, 1959.
- Escola do Mestre de Sardoal. 	Серия «Nova colecção de arte portuguesa», 15. Lisboa: Artis, 1959.
- A Arte de Gandhara no Paquistâo. Lisboa: Museo de Arte Antiga, 1959.
- Três roteiros desconhecidos de Aḥmad Ibn-Mādjid, o piloto árabe de Vasco da Gama. trad. de Myron Malkiel Jirmounski. Lisboa, Comissão Executiva das Comemorações do v Centenário da morte do Infante D. Henrique, 1960.
- Bernard Berenson. Lisboa: Ed. Grafica portuguesa, 1960.
- O «realismo» na pintura italiana. Lisboa, 1962.
- L'Art et les idées. Les expressions artistiques comme expressions de la vie de l'esprit. Lisboa: editorial tecnica e artistica, 1964.
- O elemento nacional na arte. Lisboa: Separata da Revista «Ocidente», 1965.
- A Psicologia do artista. Lisboa: Ocidente, 1966.
- A «Arte popular» e a «Arte culta». Lisboa, 1967.
- A Arte copta. Lisboa, 1968.
- Le rôle de la personnalité dans l'histoire de l'art. Lisboa, 1969.
- Que doit-on entendre par l'«Art populaire»? Lisboa, 1970.
- El arte y la vida del espiritu. Madrid  Editorial Prensa Española, 1973.